# Nazan Kesal
Nazan Kırılmış Kesal ( Provincia de Manisa, 28 de marzo de 1969 ) es una actriz turca. En 2004 trabajó como directora y actriz en el Teatro Estatal de Diyarbakır. El artista trabajó en el Teatro Estatal de Bursa a principios de 2004 y también trabajó en compañías privadas como Ankara Sanatevi Theatre, Theatre Mirror, Theatre Estambul y Diyarbakir Art Center.

## Teatro
- - Aşktandır  : Şebnem İşigüzel - 2019
  - You Shall Give Me Grandsons  : Thomas Jonigk - 2016
  - Özgürlük Oyunu  : Adam Atar - Bursa State Theatre - 2010
  - Karşılaşmalar  : Can Utku - Teatre Estatal de Bursa - 2009
  - Hitit Sun  : Turgay Nar - Bursa State Theatre - 2005
  - La casa de Bernarda Alba  : Federico Garcia Lorca - Bursa State Theatre - 2004
  - 8 Mart Dünya Kadınlar Günü kutlamaları, Centre d'art de Diyarbakır - 2003
  - Mikado'nun Çöpleri  : Melih Cevdet Andday - Teatre Estatal de Diyarbakır - 2002
  - Deli Dumrul  : Güngör Dilmen - Teatre Estatal de Diyarbakır - 2001
  - Pau  : Aristòfanes - Teatre Estatal de Diyarbakır - 2001
  - Gözlerimi Kaparım, Vazifemi Yaparım  : Haldun Taner - Teatre Estatal de Diyarbakır - 2000
  - Şahmeran  : Nazım Hikmet - Teatre Estatal de Diyarbakır - 1999
  - Somni d'una nit d'estiu  : William Shakespeare - Teatre estatal de Diyarbakır - 1999
  - Yolcu  : Nazım Hikmet - Teatre Estatal de Diyarbakır - 1998
  - Funciona en família  : Ray Cooney - Teatre estatal de Diyarbakır - 1997
  - Tartuffe  : Moliere - Teatre Estatal de Diyarbakır - 1997
  - Burnunu Kaybeden Palyaço  : Nil Banu Engindeniz - Teatre Estatal de Diyarbakır - 1997
  - Düdükçülerle Fırçacıların Savaşı  : Aziz Nesin - Teatre Estatal de Diyarbakır - 1997
  - Lily & Lily  : Pierre Barillet - Teatre Istanbul - 1996
  - Ziyaretçi  : Tuncer Cücenoğlu - Theatre Ayna - 1995
  - Rosa Lüksemburg  : Rekin Teksoy - Theatre Ayna - 1994
  - Cam Bardaklar Kırılsın  : Adem Atar - Casa d'art d'Ankara - 1993

## Filmografía

### Cine
- Kardeşim Benim - 2016
- Delibal - 2015
- Cercle  : Atıl İnaç - 2014
- Cabell  : Tayfun Pirselimoğlu - 2010
- Albatrosun Yolculuğu  : Cengis Temuçin Asiltürk - 2010
- Vicdan  : Erden Kıral - 2008
- Hüküm  : L. Rezan Yeşilbaş - 2008
- İklimler  : Nuri Bilge Ceylan - 2006 - Serap
- Uzak  : Nuri Bilge Ceylan - 2002 - Serap
- Yazgı  : Zeki Demirkubuz - 2001 - Patron Kızı
- İstanbul Kanatlarımın Altında  : Mustafa Altıoklar - 1996 - Fahişe
- Bir Sonbahar Hikayesi  : Yavuz Özkan - 1994
- Kiralık Ev  : 1994
- Waldo, Sen Neden Burda Değilsin  : 1993
- Biri Aida Digeri Zeliha  : 1992
- Cazibe Hanımın Gündüz Düşleri  : İrfan Tözüm - 1992 - Komşu Kadın
- Gölge Oyunu  : Yavuz Turgul - 1992 - Sezen

### Serie de televisión
- Mi hijo - 2022 - Canán
- Érase una vez Çukurova - 2020–2021 - Sevda Çağlayan
- Niño - 2019–2020 - Asiye Karasu
- El anillo - 2019 - Hümeyra Karabulut
- Fazilet Hanım y sus hijas - 2017–2018 - Fazilet Çamkıran
- Madres y Madres - 2015 - Muazzez
- El ama de llaves de hoy  : Kudret Sabancı - 2014 - Üftade
- La ciudad perdida  : Cevdet Mercan - 2012 - Meryem
- Una vida no es suficiente  : İlksen Basarir - 2011 - Acción de Gracias
- Amor y castigo  : Kudret Sabancı - 2010 - Amor
- La herida de Hicran  : Nursen Esenboğa - 2009 - Hicran
- Hijos del cielo  : Faruk Teber - 2008 - Mevlüde
- Fiesta  : Cemal Kavsar - 2007 - Sureyya
- Jardín ventoso  : Metin Günay - 2005 - Gülten
- Aliye  : Kudret Sabanci - 2004 - Nermin
- Reliquia  : Hakan Gürtop - 2004 - Kezban
- Rosas selladas  : Hakan Gürtop - 2003
- Berivan  : Temel Gursu - 2002
- Shara  : Orhan Oguz - 1999
- Nuestra familia  : Kartal Tibet - 1995
- Los que viven con historias  : Tülay Eratalay - 1994 - Dagir Mute Woman
- Dulce Betus  : Atif Yilmaz - 1993
- Súper papá: examen de Osman - 1993

## Premios
- 2006 - 43.er Antalya Golden Orange Film Festival - Premio a la mejor actriz secundaria ( İklimler )
- 2011 - 30.º Festival Internacional de Cine de Estambul - Premio a la mejor actriz ( cabello )
- 2014 - 25.º Festival Internacional de Cine de Ankara - Premio a la mejor actriz ( Círculo )

- Datos: Q6099299
- Multimedia: Nazan Kesal / Q6099299